# Lista siturilor arheologice din județul Bistrița-Năsăud - Ș
Lista siturilor arheologice din județul Bistrița-Năsăud - Ș conține toate siturile arheologice din județul Bistrița-Năsăud înscrise în Repertoriul Arheologic Național (RAN) și aflate în localități al căror nume începe cu litera Ș. RAN este administrat de Ministerul Culturii și Patrimoniului Național și cuprinde date științifice, cartografice, topografice, imagini și planuri, precum și orice alte informații privitoare la zonele cu potențial arheologic, studiate sau nu, încă existente sau dispărute.
Puteți căuta un sit din localitățile care încep cu litera Ș folosind formularul de mai jos sau puteți naviga prin toate siturile din județ la Lista siturilor arheologice din județul Bistrița-Năsăud.
| Cod RAN                                  | Denumire | Localitate                              | Adresă                 | Datare                       | Descoperit | Coordonate | Imagine           | Erori            |
| ---------------------------------------- | --- | --------------------------------------- | ---------------------- | ---------------------------- | ---------- | ---------- | ----------------- | ---------------- |
| 34654.01.01 (Cod LMI: BN-I-s-B-01409)    | Așezarea hallstattiană de la Șieu - "Podul Ardanului" / ansamblu anonim (Categorie: locuire civilă) (Tip: Așezare)          | sat Șieu, comuna Șieu                   | Podul Ardanului        |                              |            |            | Încărcați imagine | Raportați eroare |
| 34707.01.01 (Cod LMI: BN-I-m-A-01410.03) | Fortificațiile de la Șieu-Măgheruș - "Cetatea" / ansamblu anonim (Categorie: fortificație) (Tip: Fortificație)              | sat Șieu-Măgheruș, comuna Șieu-Măgheruș | Cetatea                | Wietenberg                   |            |            | Încărcați imagine | Raportați eroare |
| 34707.01.02 (Cod LMI: BN-I-m-A-01410.02) | Fortificațiile de la Șieu-Măgheruș - "Cetatea" / ansamblu anonim (Categorie: fortificație) (Tip: Fortificație)              | sat Șieu-Măgheruș, comuna Șieu-Măgheruș | Cetatea                |                              |            |            | Încărcați imagine | Raportați eroare |
| 34707.01.03 (Cod LMI: BN-I-m-A-01410.01) | Fortificațiile de la Șieu-Măgheruș - "Cetatea" / ansamblu anonim (Categorie: fortificație) (Tip: Fortificație)              | sat Șieu-Măgheruș, comuna Șieu-Măgheruș | Cetatea                |                              |            |            | Încărcați imagine | Raportați eroare |
| 34707.02.01 (Cod LMI: BN-I-s-B-01411)    | Așezarea neolitică de la Șieu - Măgheruș / ansamblu anonim (Categorie: locuire civilă) (Tip: Așezare)                       | sat Șieu-Măgheruș, comuna Șieu-Măgheruș |                        |                              |            |            | Încărcați imagine | Raportați eroare |
| 34789.01.01 (Cod LMI: BN-I-m-A-01412.03) | Situl arheologic de la Șieu-Odorhei- Șomoștaua / ansamblu anonim (Categorie: locuire civilă) (Tip: Așezare)                 | sat Șieu-Odorhei, comuna Șieu-Odorhei   | Șomoștaua              |                              |            |            | Încărcați imagine | Raportați eroare |
| 34789.01.02 (Cod LMI: BN-I-m-A-01412.02) | Situl arheologic de la Șieu-Odorhei- Șomoștaua / ansamblu anonim (Categorie: locuire civilă) (Tip: Așezare)                 | sat Șieu-Odorhei, comuna Șieu-Odorhei   | Șomoștaua              |                              |            |            | Încărcați imagine | Raportați eroare |
| 34789.01.03 (Cod LMI: BN-I-m-A-01412.01) | Situl arheologic de la Șieu-Odorhei- Șomoștaua / ansamblu anonim (Categorie: locuire civilă) (Tip: Așezare)                 | sat Șieu-Odorhei, comuna Șieu-Odorhei   | Șomoștaua              | sec. VIII-IX                 |            |            | Încărcați imagine | Raportați eroare |
| 34789.02.01 (Cod LMI: BN-I-s-A-01413)    | Așezarea romană de la Șieu-Odorhei / ansamblu anonim (Categorie: locuire civilă) (Tip: Așezare)                             | sat Șieu-Odorhei, comuna Șieu-Odorhei   |                        | sec. II - III                |            |            | Încărcați imagine | Raportați eroare |
| 34967.01.01 (Cod LMI: BN-I-s-B-01414)    | Așezarea din epoca bronzului de la Șieu-Sfântu - "Peste Ape" / ansamblu anonim (Categorie: locuire civilă) (Tip: Așezare)   | sat Șieu-Sfîntu, comuna Șintereag       | Peste Ape              |                              |            |            | Încărcați imagine | Raportați eroare |
| 34912.01.01 (Cod LMI: BN-I-s-B-01415)    | Așezarea neolitică de la Șintereag - "Pe cremene" / ansamblu anonim (Categorie: locuire civilă) (Tip: Așezare)              | sat Șintereag, comuna Șintereag         | Pe cremene             |                              |            |            | Încărcați imagine | Raportați eroare |
| 34841.01.01 (Cod LMI: BN-I-s-A-01416)    | Fortificația medievală de la Șirioara - "Cetățuia" / ansamblu anonim (Categorie: fortificație) (Tip: Fortificație)          | sat Șirioara, comuna Șieu-Odorhei       | Cetățuia               | sec. X - XI                  |            |            | Încărcați imagine | Raportați eroare |
| 34841.02.01 (Cod LMI: BN-I-m-A-01417.01) | Așezarea medievală de la Șirioara - "Poderei" / ansamblu anonim (Categorie: locuire civilă) (Tip: Așezare)                  | sat Șirioara, comuna Șieu-Odorhei       | Poderei                | sec. X - XI                  |            |            | Încărcați imagine | Raportați eroare |
| 34841.02.02 (Cod LMI: BN-I-m-A-01417.02) | Așezarea medievală de la Șirioara - "Poderei" / ansamblu anonim (Categorie: locuire civilă) (Tip: Necropolă)                | sat Șirioara, comuna Șieu-Odorhei       | Poderei                | sec. X - XI                  |            |            | Încărcați imagine | Raportați eroare |
| 35394.01 (Cod LMI: BN-I-s-B-01418)       | Situl arheologic de la Șopteriu (Categorie: locuire civilă) (Tip: așezare)                                                  | sat Șopteriu, comuna Urmeniș            |                        | sec. II - III, sec. III - IV |            |            | Încărcați imagine | Raportați eroare |
| 35394.01.01 (Cod LMI: BN-I-m-B-01418.04) | Situl arheologic de la Șopteriu / ansamblu anonim (Categorie: locuire civilă) (Tip: Așezare)                                | sat Șopteriu, comuna Urmeniș            |                        |                              |            |            | Încărcați imagine | Raportați eroare |
| 35394.01.02 (Cod LMI: BN-I-m-B-01418.03) | Situl arheologic de la Șopteriu / ansamblu anonim (Categorie: locuire civilă) (Tip: Așezare)                                | sat Șopteriu, comuna Urmeniș            |                        |                              |            |            | Încărcați imagine | Raportați eroare |
| 35394.01.03 (Cod LMI: BN-I-m-B-01418.01) | Situl arheologic de la Șopteriu / ansamblu anonim (Categorie: locuire civilă) (Tip: Așezare)                                | sat Șopteriu, comuna Urmeniș            |                        | sec. III - IV                |            |            | Încărcați imagine | Raportați eroare |
| 35394.01.04 (Cod LMI: BN-I-m-B-01418.02) | Situl arheologic de la Șopteriu / ansamblu anonim (Categorie: locuire civilă) (Tip: Așezare)                                | sat Șopteriu, comuna Urmeniș            |                        | sec. II - III                |            |            | Încărcați imagine | Raportați eroare |
| 34789.03.01                              | Așezarea medievală de la Șieu-Odorhei / ansamblu anonim (Categorie: locuire civilă) (Tip: Așezare)                          | sat Șieu-Odorhei, comuna Șieu-Odorhei   |                        | sec. IX - XI                 |            |            | Încărcați imagine | Raportați eroare |
| 34912.02.01                              | Așezarea neo-eneolitică de la Șintereag / ansamblu anonim (Categorie: locuire civilă) (Tip: Așezare)                        | sat Șintereag, comuna Șintereag         |                        | Petrești                     |            |            | Încărcați imagine | Raportați eroare |
| 34912.02.02                              | Așezarea neo-eneolitică de la Șintereag / ansamblu anonim (Categorie: locuire civilă) (Tip: Așezare)                        | sat Șintereag, comuna Șintereag         |                        | Cucuteni - Ariușd            |            |            | Încărcați imagine | Raportați eroare |
| 34841.03                                 | Obiecte neolitic la Șirioara- Râtul Șiriorii, Poiana (Categorie: descoperire izolată) (Tip: obiect izolat)                  | sat Șirioara, comuna Șieu-Odorhei       | Râtul Șiriorii, Poiana |                              |            |            | Încărcați imagine | Raportați eroare |
| 34789.04.01 (Cod LMI: BN-II-m-A-01712)   | Biserica medievală reformată de la Șieu-Odorhei / ansamblu anonim (Categorie: structură de cult/religioasă) (Tip: Biserică) | sat Șieu-Odorhei, comuna Șieu-Odorhei   | 191                    | sec. XIII                    |            |            | Încărcați imagine | Raportați eroare |